# パークセー国際空港
パークセー国際空港（パークセーこくさいくうこう、ラーオ語:ສະຫນາມບິນສາກົນປາກເຊ、英語:Pakse International Airport ）は、ラオス南部チャンパーサック県パークセー郡にある国際空港である。

## 施設
滑走路は15/33方向に1,625m (5,332 ft) の長さのものが1本あり、誘導路は無く航空機は滑走路の両端で折り返す。また空港ターミナルビルにボーディング・ブリッジはなく乗客は搭乗検査後、徒歩にて駐機場まで向かう。
この空港は、民間に加え軍用としても使用されている。ラオス人民軍第4軍区本部と兵舎が空港に併設されており、ラオス人民軍空軍の支隊としての機能を持つ。
1959年に開港し、改装の後2009年に再開港した。

## 就航航空会社と就航地
| 航空会社           | 就航地                                                          |
| ------------------ | --------------------------------------------------------------- |
| ラオス国営航空     | ヴィエンチャン、ルアンパバーン シェムリアップ、ホーチミン、広州 |
| ラオ・スカイウェイ | ヴィエンチャン                                                  |

2023年8月現在

## 主な航空機事故

### ラオス国営航空301便墜落事故
2013年10月16日、ワットタイ国際空港発パークセー国際空港行きラオス国営航空301便（機種:ATR72-600、機体記号:RDPL-34233）が、本空港手前6km地点にて墜落し搭乗していた乗員乗客全員（49人）が死亡した。